# Ormosia shoreana
Ormosia shoreana är en tvåvingeart som beskrevs av Alexander 1929. Ormosia shoreana ingår i släktet Ormosia och familjen småharkrankar.
Artens utbredningsområde är Taiwan. Inga underarter finns listade i Catalogue of Life.